# 斯特勞特 (伊利諾伊州)
斯特勞特（英語：Straut）是位於美國伊利諾伊州派克縣的一個非建制地區。該地的面積和人口皆未知。

## 地理
斯特勞特的座標為39°26′36″N 90°42′21″W / 39.44333°N 90.70583°W，而該地的平均海拔高度為201米（即659英尺）。